# Roberta (comédie musicale)
Pour les articles homonymes, voir Roberta.
Roberta est une comédie musicale américaine créée à Broadway en 1933.

## Argument
Voir l'article consacré à l'adaptation au cinéma de 1935.

## Fiche technique
- Titre français et original : Roberta
- Livret et lyrics : Otto Harbach, d'après le roman Gowns by Roberta d'Alice Duer Miller
- Musique : Jerome Kern
- Mise en scène et lumières : Hassard Short (non crédité)
- Chorégraphie : José Limón
- Direction musicale : Victor Baravalle
- Orchestrations : Robert Russell Bennett
- Décors : Clark Robinson
- Costumes : Madame Tafel, Max Koch et Kiviette
- Producteur : Max Gordon
- Nombre de représentations : 295
- Date de la première : 18 novembre 1933
- Date de la dernière : 21 juillet 1934
- Lieu (ensemble des représentations) : New Amsterdam Theatre, Broadway

## Distribution originale (sélection)
(par ordre alphabétique)
- Ray Adams : un étudiant californien
- Berenice Alaire : Sidonie
- Bobette Christine : Angele
- George Djimos : le chanteur du café russe
- Rene Du Plessis : un étudiant californien
- Jane Evans : Mme Teale
- Helen Gray : Sophie Teale
- Sydney Greenstreet : Lord Henry Delves
- William Hain : Ladislaw, le portier
- Bob Hope : Huckleberry « Huck » Haines
- Ed Jerome : M. Leroux
- Allan Jones : un étudiant californien
- Fred MacMurray : un étudiant californien
- Raymond E. Middleton : John Kent
- Herb Montei : un étudiant californien
- George Murphy : Billy Boyden
- Nayan Pearce : Luella
- Lyda Roberti (en) : Mme Nunez / Clementina Scharwenka
- Marion Ross : Mme Grandet
- Stanislaw Sarmatoff : le propriétaire du café russe
- Gretchen Sherman : l'acheteuse
- Tamara (en) : Stephanie
- Fay Templeton (en) : Tante Minnie / Roberta
- William Torpey : le barman
- Mavis Walsh : Marie
- Virginia Whitmore : la vendeuse de fleurs / une mannequin
- Lou Wood : un étudiant californien
- Neil Wood : un étudiant californien

## Numéros musicaux
Prologue
- Let's Begin (Billy Boyden et ensemble)
- Alpha, Beta, Pi (Huckleberry Haines, Billy Boyden, John Kent et ensemble)
- You're Devastating (Huckleberry Haines)
- Let's Begin (reprise) (Billy Boyden, John Kent, Huckleberry Haines et ensemble masculin)

Acte I
- You're Devastating (reprise) (Stephanie)
- Yesterdays (Tante Minnie)
- Something's Got to Happen (Mme Nunez, Huckleberry Haines et John Kent)
- The Touch of Your Hand (Stephanie et Ladislaw)
- I'll Be Hard to Handle (lyrics de Bernard Dougall) (Mme Nunez)

Acte II
- Hot Spot (Mme Nunez, Billy Boyden, Marie, Angele et Luella)
- Smoke Gets in Your Eyes (Stephanie)
- Let's Begin (reprise) (Huckleberry Haines et Stephanie)
- Something's Got to Happen (reprise) (Mme Nunez et John Kent)
- Don't Ask Me Not to Sing (Huckleberry Haines et les étudiants californiens)
- The Touch of Your Hand (reprise) (ensemble)

## Adaptations au cinéma
- 1935 : Roberta de William A. Seiter, avec Irene Dunne (Stephanie), Fred Astaire (Huck), Ginger Rogers (Scharwenka) et Randolph Scott (John)
- 1952 : Les Rois de la couture (Lovely to Look At) de Vincente Minnelli et Mervyn LeRoy, avec Kathryn Grayson et Red Skelton (libre adaptation)